# Ramón Campos
Pour les articles homonymes, voir Campos.
Cet article concerne le sportif. Pour le cinéaste, voir Ramón Campos (cinéaste).
Ramón Campos, né le 31 janvier 1925 et mort le 29 mai 2017, est un ancien joueur philippin de basket-ball.